# Пинежский Пушкин
«Пинежский Пушкин» — российский мультипликационный фильм режиссёра Леонида Носырева по мотивам одноимённого сказа Бориса Шергина о Пушкине.
Фильм участвовал в конкурсной программе фестиваля Суздаль — 2004.

## Сюжет
Северный сказ о Пушкине и его жизненной судьбе, поведанный нам тремя женщинами-крестьянками зимним вечером в избушке на берегу реки Пинеги.

## Создатели
| автор сценария и режиссёр | Леонид Носырев |
| художник-постановщик      | Вера Кудрявцева-Енгалычева |
| композитор                | Евгений Ботяров |
| звук                      | Андрей Коринский, Владимир Орёл, Александр Ретин |
| аниматоры                 | Елизавета Зилонова, Александр Ильяш, Светлана Качанова, Сергей Ромашкин, Анна Белоногова, Роберт Лабидас, Александр Гончаров, Дмитрий Демидов, Владислав Пономарёв, Сергей Данилченко                                  |
| озвучивание:              | Елена Габец, Дарья Белоусова, Елена Торшина, Антон Алексеев, Павел Иванов, Светлана Харлап — Пушкин в детстве, Александр Лущик, Алексей Симановский, Лев Бутенин, Анатолий Вологдин, Борис Линников — Александр Пушкин |
| продюсеры                 | Вячеслав Маясов, Александр Герасимов |

## О мультфильме
Что же касается Пушкина, то государственные гранты на экранное воплощение образа поэта позволили классику Леониду Носыреву, талантливейшему экранизатору архангельских сказов Шергина и Писахова, завершить экспериментальную и потому несовершенную работу «Пинежский Пушкин» (2003). Три крестьянки на далёком севере из села Сура пересказывают, перепевают на свой лад биографию Александра Сергеевича. тут и его детские проделки, и рассказы мальчишкам в «ночном» у прибрежного костра, и ухаживания за местными красавицами, и жизнь в Петербурге. Жаль, игровые сцены со сказительницами сильно уступают анимационным сценам, свободным от хрестоматийных клише, раскрашенным цветными карандашами.
— Лариса Малюкова «СВЕРХкино» с.120